# Asediul Vicksburgului
Asediul Vicksburgului a reprezentat ultima acțiune majoră din campania Vicksburg din războiul civil american. Printr-o serie de manevre, generalul unionist Ulysses S. Grant și Armata sa Tennessee au traversat râul Mississippi și au împins armata confederată a generalului John C. Pemberton înspre liniile defensive ce înconjurau orașul fortificat Vicksburg, Mississippi. După ce două asalturi (19 mai și 22 mai) împotriva fortificațiilor confederate au fost respinse cu numeroase victime, Grant a asediat orașul între 25 mai și 4 iulie 1863, până când acesta s-a predat, lăsând controlul asupra întregului râu Mississippi în mâinile Uniunii. Capitularea Confederației de la Vicksburg este uneori considerată, în combinație cu înfrângerea lui Robert E. Lee în bătălia de la Gettysburg cu o zi mai devreme, ca fiind punctul de cotitură al războiului.